# Ribeirão Meia Pataca
O ribeirão Meia Pataca é um curso de água do estado de Minas Gerais. É um afluente da margem esquerda do rio Pomba e, portanto, um subafluente do rio Paraíba do Sul. Apresenta 28 km de extensão e drena uma área de 132,6 km². Sua nascente localiza-se no distrito do Glória de Cataguases, na Serra da Neblina, a uma altitude de aproximadamente 500 metros. Banha o distrito o Glória e Sereno e, ao alcançar a zona urbana da cidade de Cataguases, desemboca no rio Pomba.